# Zwergbuschbiene
Die Zwergbuschbiene (Apis andreniformis), auch Buschhonigbiene genannt, kommt in Südostasien und Borneo vor. Sie ist die kleinste der weltweit neun und der acht asiatischen Honigbienen. Die Zwergbuschbiene baut ihre einzige etwa 15 cm große, frei liegende Wabe gut versteckt im Gebüsch um einen kleinen Zweig. Die Wabe ist wie die der Riesenhonigbiene (Apis dorsata) offen angelegt; die Brut wird durch einen lebenden Vorhang, bestehend aus Bienen, geschützt und gewärmt.

### In englischer Sprache
- G. Koeniger, N. Koeniger, M. Mardan, G. W. Otis, S. Wongsiri: Comparative anatomy of male genital organs in the genus Apis. In: Apidologie. Band 23, 1991, S. 539–552.
- B. P. Oldroyd, T. E. Rinderer, S. Wongsiri: Pollen resource partitioning by Apis dorsata, Apis cerana, Apis andreniformis, and Apis florea in Thailand. In: J. Apic. Res. Band 31, 1992, S. 3–7.
- T. E. Rinderer, B. P. Oldroyd, S. Wongsiri, H. A. Sylvester, L. I. de Guzman, S. Potichot, W. S. Sheppard, S. L. Buchmann: Time of drone flight in four honey bee species in south-eastern Thailand. In: J. Apic. Res. Band 32, 1993, S. 28–33.
- T. E. Rinderer, B. P. Oldroyd, S. Wongsiri, B. Kuang, H. A. Sylvester, L. I. de Guzman, H. Kuang, X. Dong, W. Zhai: Comparative nest architecture of the dwarf honey bees. In: J. Apic Res. Band 35, 1996, S. 19–27.
- S. Wongsiri, K. Limbipichai, P. Tangkanasing, M. Mardan, T. E. Rinderer, H. A. Sylvester, G. Koeniger, G. Otis: Evidence of reproductive isolation confirms that Apis andreniformis (Smith 1858) is a separate species from sympatric Apis florea (Fabricius 1787). In: Apidologie. Band 22, 1990, S. 47–52.
- S. Wongsiri, C. Lekprayoon, R. Thapa, K. Thirakupt, T. E. Rinderer, H. A. Sylvester, B. P. Oldroyd, U. Booncham: Comparative biology of Apis andreniformis and Apis florea in Thailand. In: Bee World. Band 77, 1996, S. 24–35.